# Гемолітико-уремічний синдром
Гемолітико-уремічний синдром (англ. hemolytic–uremic syndrome, абревіатура ГУС) — група уражень, яка характеризується зниженням рівня еритроцитів — анемія з гемолітичним компонентом; гострою нирковою недостатністю з виникненням уремії та низьким рівнем тромбоцитів. Початкові клінічні прояви зазвичай включають криваву діарею, гарячку, блювання та слабкість.
Синдром є найпоширенішою причиною гострого ураження нирок у дітей і все частіше відбувається у дорослих. Діти хворіють частіше, але більшість їх одужують без постійної подальшої шкоди здоров'ю, хоча у деяких дітей можуть виникнути серйозні та іноді небезпечні для життя ускладнення, при яких виникають поширене запалення та множинні тромби у малих кровоносних судинах, стан, відомий як тромботична мікроангіопатія.
Гемолітико-уремічний синдром — це перш за все клінічний діагноз, підтверджений лабораторними дослідженнями, які свідчать про мікроангіопатичну гемолітичну анемію.

## Історія досліджень
Швейцарський педіатр і гематолог Конрад фон Гассер і його колеги вперше описали гемолітико-уремічний синдром у 1955 році. У 1983 році Кармалі та його колеги повідомили про виявлення токсину, який виробляється деякими штамами кишкової палички у випорожненнях дітей з цим синдромом. Цей токсин був смертельним для клітин Vero (лінія клітин нирок, виділених з африканської зеленої мавпи), тому його назвали веротоксином. Також у 1983 році О'Браєн та його колеги виділили смертельний токсин із ентеропатогенного штаму E. coli O157:H7, який за структурою нагадував Shigella dysenteriae типу 1, і назвали його шигаподібним токсином. Цей термін був замінений на термін шига-токсин, коли було виявлено, що вони ідентичні.

## Етіологія
Гемолітико-уремічний синдром переважно виникає у немовлят і дітей після продромальної діареї. При літніх епідеміях хвороба може бути пов'язана з інфекційними причинами.
Бактеріальні інфекції можуть включати:
- Shigella dysenteriae
- Кишкова паличка
- Salmonella typhi
- Campylobacter jejuni
- Yersinia pseudotuberculosis
- Neisseria meningitidis
- Streptococcus pneumoniae
- Legionella pneumophila
- Різні види мікоплазми.

Штами кишкової палички виробляють два типи токсинів. Токсин Шига типу 1 (Stx1) ідентичний токсину, який виробляють Shigella spp, або відрізняється лише однією амінокислотою. Stx2 структурно та функціонально подібний до Stx1, але імунологічно відмінний; він має приблизно 50 % гомології з Stx1, але вони не нейтралізуються перехресно гетерологічними антитілами. Stx2 тісно пов'язаний з геморагічним колітом і гемолітико-уремічним синдромом. Крім того, існує 10 підтипів Stx1 і Stx2, кожен з яких поділяється на варіанти, які мають різну патогенність.
В Азії та Африці типовий гемолітико-уремічний синдром часто асоціюється з токсинпродукуючими Shigella dysenteriae серотипу 1. У Північній Америці та Західній Європі 70 % випадків токсин-асоційованого синдрому є вторинними щодо E. coli серотипу O157:H7. Інші залучені серотипи E. coli:
- O111:H8
- O103:H2
- O121
- O145
- O26
- O113
- O104:H4

## Патогенез
Пошкодження ендотеліальних клітин є пусковою подією в патогенезі гемолітико-уремічного синдрому. Кардинальне ураження включає артеріальні та капілярні мікротромби (тромботична мікроангіопатія) і фрагментацію еритроцитів.
Гемолітико-уремічний синдром класифікується на дві основні типи залежно від того, чи пов'язаний він із Шига-токсином чи ні.
Типовий синдром, пов'язаний із Шига-токсином є класичною, первинною або епідемічною формою гемолітико-уремічного синдрому. Уражає переважно дітей молодше 2-3 років і часто перебігає з діареєю. У однієї чверті пацієнтів немає діареї. Гостре ураження нирок зустрічається у 55-70 % хворих, але має сприятливий прогноз, адже у 70-85 % хворих функція нирок відновлюється.
Після проковтування E. coli з токсином Шига вони щільно прилягають до епітеліальних клітин слизової оболонки кишки за допомогою білка зовнішньої мембрани (інтимін) вагою 97 кД. Обговорюється шлях, яким токсин транспортується з кишок до нирок. Деякі дослідження підкреслюють роль поліморфноядерних нейтрофілів у перенесенні токсину в крові, оскільки він швидко та повністю зв'язується з цими нейтрофілами при інкубації з кров'ю людини. Однак рецептор, який експресується на ендотеліальних клітинах клубочка нирок, має в 100 разів вищу спорідненість, ніж рецептори поліморфноядерних нейтрофілів; таким чином вони переносять токсиновий ліганд до ниркових гломерулярних ендотеліальних клітин.
Зв'язування Шига-токсину із клітинами-мішенями залежить від субодиниць В і відбувається за допомогою кінцевої дигалактозної частини гліколіпідного рецептора клітинної поверхні глоботріаозилцераміду Gb3. Як Шига-токсин-1, так і Шига-токсин-2 зв'язуються з різними епітопами на рецепторі з різною афінністю. Шига-токсин-1 зв'язується з Gb3 і легко від'єднується від нього, тоді як Шига-токсин-2 зв'язується та дисоціює повільно, спричинюючи серйозніше захворювання, ніж спричинене Шига-токсин-1.
Дані деяких досліджень свідчать про те, що Шига-токсин сприяє розвитку лейкоцитарно-залежному запаленню, змінюючи властивості адгезії ендотеліальних клітин і метаболізму, що зрештою призводить до мікросудинного тромбозу. Результати попередніх досліджень свідчать про посилення фібринолізу при Шига-токсин-гемолітико-уремічному синдромі, але результати останніх досліджень показали вищі за норму рівні інгібітора активатора плазміногену типу 1 (PAI-1), що вказує на суттєве пригнічення фібринолізу.
Не асоційований з Шига-токсином (атиповий) гемолітико-уремічний синдром менш поширений, ніж Шига-токсин асоційований ГУС, і становить 5-10% усіх випадків. Як вказує назва, атиповий ГУС не є результатом бактеріальної інфекції, збудники якої продукують Шига-токсин. На відміну від ГУС, спричиненого ентерогеморагічною кишковою паличкою, який виникає переважно влітку, атиповий ГУС може виникати цілий рік без шлунково-кишкового продрому. Атиповий ГУС – це опосередкована комплементом тромботична мікроангіопатія.
Атиповий ГУС може виникати в будь-якому віці, але найчастіше зустрічається у дорослих і виникає без продромальної діареї. Це може виникати в спорадичних випадках або в сім'ї. Сімейна форма пов'язана з генетичними аномаліями регуляторних білків комплементу.
Загалом пацієнти з не асоційованим з Шига-токсином ГУСом мають поганий прогноз: у 50% прогресує термінальна стадія ниркової недостатності або незворотне пошкодження мозку. До 25% пацієнтів помирають під час гострої фази.
Були визначені різні тригери для спорадичного ГУСа, не пов'язаного з Шига-токсином:
- некишечні інфекції;
- деякі віруси;
- деякі ліки;
- малігнізація;
- трансплантація органів;
- антифосфоліпідний синдром;
- системний червоний вовчак.

## Клінічні прояви
Фактори, які є предикторами несприятливого прогнозу:
- Антиповий ГУС
- Тривала олігурія або анурія
- Тяжка гіпертензія особливо за відстроченого початку її
- Залучення артерій середнього розміру
- Вираженість симптомів ЦНС
- Постійне споживання факторів згортання крові
- Значне ураження клубочків нирок (>80%)
- Вік старше 5 років

## Діагностика
У клінічному аналізі крові виявляється нормоцитарна анемія з появою шистоцитів, еритробластів, підвищення кількості ретикулоцитів, тромбоцитопенія.
У біохімічному аналізі крові спостерігається збільшення рівня білірубіну, сечовини та креатиніну, активності лактатдегідрогенази.
У клінічному аналізі сечі спостерігається гематурія, поява протеїнів, циліндрурія.
Дослідження системи згортання крові (коагулограма) показує підвищену концентрацію продуктів деградації фібрину (тромбіновий час, фібриноген, його фракції), а іноді також D-димеру.
Проби Кумбса негативні.
Мікробіологічна культура позитивна у виділенні збудників роду Shigella або штамів E. coli, тест на наявність в калі токсинів Шига також є позитивним, наявні в сироватці антитіла класу IgM до ліпополісахаридів E. coli.
При атиповому ГУСі проводиться визначення в сироватці крові активності компонентів системи комплементу: C3, C4, CFH, CFI і антитіл анти-CFH, CD46, здійснюється аналіз мутації генів.

## Лікування
Специфічні методи лікування ГУС, пов’язаного з токсином Шига, не є ефективними. Натомість комплексна підтримуюча терапія залишається основною під час гострої фази.
Чіткого консенсусу щодо застосування антибіотиків немає. Докази свідчать про уникання антибіотиків, якщо у пацієнта немає сепсису. Дослідження in vitro продемонструвало, що хоча концентрації антибіотиків, які пригнічують ріст бактерій, пригнічують й вироблення токсину, субінгібіторні рівні певних антибіотиків, які спрямовані на синтез ДНК, включаючи ципрофлоксацин і сульфаметоксазол/триметоприм, збільшують вироблення токсину. Утворення його не збільшувалося з використанням антибіотиків, спрямованих на дію на клітинну стінку, транскрипцію чи трансляцію. Навпаки, рівні токсину були значно знижені при застосуванні азитроміцину, навіть якщо життєздатність Escherichia coli O157:H7 залишалася високою.
Трансплантація нирки є безпечною та ефективною для дітей, у яких прогресує термінальна стадія ниркової недостатності. рецидивів у пацієнтів, які перенесли трансплантацію нирки з приводу гемолітико-уремічного синдрома сягає 10%.
Два моноклональних антитіла використовуються для лікування атипового гемолітико-уремічного синдрому: екулізумаб і равулізумаб. Ці моноклональні антитіла пригнічують опосередковану комплементом тромботичну мікроангіопатію.
Інші методи лікування під час гострої фази захворювання, включаючи терапію: введення плазми крові,  внутрішньовенне введення IgG, фібринолітичних препаратів, антитромбоцитарних засобів, глюкокортикоїдів та антиоксидантів, виявилися неефективними в контрольованих клінічних дослідженнях. Плазмообмін не рекомендується як початкова терапія при типовому гемолітико-уремічному синдромі.
Тоді як плазмообмін є початковим методом вибору у всіх дорослих пацієнтів з атиповим гемолітико-уремічним синдромом або тромботичною тромбоцитопенічною пурпурою, і його слід застосувати якомога раніше в перебігу захворювання.
Плазмообмін може бути ефективнішим, ніж інфузія, оскільки він видаляє потенційно токсичні речовини з кровообігу. Плазмообмін, а не інфузію, слід розглядати як терапію першої лінії в ситуаціях, що обмежують кількість плазми, яку можна влити, наприклад, при порушенні функції нирок або серцевій недостатності. Лікування плазмою слід розпочати протягом 24 годин після звернення пацієнта, щоб зменшити неефективність лікування. Його слід продовжувати один або два рази на день протягом принаймні 2 днів після повної ремісії.
Терапія плазмою протипоказана при атиповому гемолітико-уремічному синдромі, спричиненому Streptococcus pneumoniae. Це може загострити захворювання, оскільки плазма дорослої людини містить антитіла проти антигену Томсена—Фріденрайха (TF-антиген).
Підтримуюча терапія полягає в:
- Підтримка балансу рідини та електролітів.
- Адекватний контроль артеріального тиску та адекватна блокада ренін-ангіотензинової системи у пацієнтів із хронічною хворобою нирок після епізоду ГУС.
- Для зменшення судом слід призначити фенітоїн пацієнтам із неврологічними проявами.
- Контроль азотемії дає можливість своєчасно її нівелювати.
- Слід оптимізувати харчування пацієнта.